# Modulacja szerokości impulsów

Przykład modulacji wypełnienia sygnału napięcia (niebieski przebieg) i wypadkowej indukcji magnetycznej (czerwony przebieg) w obwodzie magnetycznym (np. silnika elektrycznego)

Modulacja szerokości impulsów, PWM (od ang. pulse-width modulation) – metoda regulacji sygnału prądowego lub napięciowego, o stałej amplitudzie i częstotliwości, polegająca na zmianie wypełnienia sygnału, używana w zasilaczach impulsowych, wzmacniaczach impulsowych i układach sterujących pracą silników elektrycznych. Układ PWM zasila urządzenie bezpośrednio lub przez filtr dolnoprzepustowy wygładzający zmiany natężenia prądu elektrycznego i napięcia.

## Zasada działania
Modulacja szerokości impulsów jest najczęściej wykonywana poprzez przełączenie tranzystorów lub tyrystorów pomiędzy stanem przewodzenia a stanem zaporowym. W stanie zaporowym prąd praktycznie nie płynie, nie występują więc straty mocy. W stanie przewodzenia występuje niewielki spadek napięcia na układzie sterującym, jednak jest on minimalny w stosunku do mocy przekazywanej, co skutkuje największą sprawnością energetyczną układu regulacyjnego. Zasilanie metodą PWM pozwala na uzyskanie dużej dokładności i łatwości sterowania urządzeniem.
Długości impulsów w tej metodzie obliczane są albo przez wbudowany mikroprocesor, albo też otrzymywane analogowo poprzez porównywanie sygnału modulowanego (np. sinusoidy) z sygnałem modulującym o większej częstotliwości (np. przebiegu piłokształtnego). Porównywanie dokonywane jest w komparatorze, którego wyjście używane jest do sterowania odpowiednimi elementami przełączającymi.

## Zastosowanie
Metoda PWM jest stosowana do zasilania i kontrolowania pracy urządzeń elektrycznych w następujący sposób:
1. Jeśli źródło energii dostarcza napięcie stałe, wówczas PWM wykorzystana w falowniku pozwala na zasilanie urządzeń pracujących pod napięciem przemiennym.
2. Jeśli źródło energii dostarcza napięcie przemienne, którego częstotliwość musi być dostosowana do warunków pracy, wówczas PWM wykorzystywana jest w przetwornicach częstotliwości.

W telekomunikacji cyfrowej PWM jest jedną z metod modulacji sygnału cyfrowego.